# Eric Is Here
Eric Is Here är ett musikalbum med Eric Burdon & The Animals, utgivet endast i USA. Albumet lanserades 1967 av skivbolaget MGM Records och består för det mästa av inspelningar med Eric Burdon, backat av Benny Golson Orchestra och Horace Ott Orchestra.

## Låtlista
Sida 1
1. "In the Night" (Tommy Boyce/Bobby Hart) – 2:28
2. "Mama Told Me Not to Come" (Randy Newman) – 2:15
3. "I Think It's Gonna Rain Today" (Randy Newman) – 2:01
4. "This Side of Goodbye" (Gerry Goffin/Carole King) – 3:24
5. "That Ain't Where It's At" (Martin Siegel) – 2:58
6. "True Love (Comes Only Once in a Lifetime)" (Bob Haley/Nevel Nader) – 2:33

Sida 2
1. "Help Me Girl" (Scott English/Larry Weiss) – 2:39
2. "Wait Till Next Year" (Randy Newman) – 2:15
3. "Losin' Control" (Carl D'Errico/Roger Atkins) – 2:45
4. "It's Not Easy" (Barry Mann/Cynthia Weil) – 3:07
5. "The Biggest Bundle of Them All" (Ritchie Cordell/Sol Trimachi) – 2:11
6. "It's Been a Long Time Comin'" (Jimmy Radcliffe/Joey Brooks) – 2:42

## Medverkande
- Eric Burdon – sång
- Barry Jenkins – trummor
- The Horace Ott Orchestra – spår 1, 2, 5 på Sida 1, spår 1, 4, 5, 6 på Sida 2
- Benny Golson Orchestra – spår 3, 4, 6 på Sida 1, spår 2, 3 på Sida 2

Produktion
- Tom Wilson – musikproducent
- Val Valentin – ljudtekniker
- Bill McMeehan – ljudtekniker
- Gene Radice – ljudmix
- Nancy Reiner – omslagskonst
- Acy Lehman – omslagsdesign